# M520 ゴア
M520 ゴア（M520 Goer）は、アメリカ陸軍で以前使われていた標準的な重戦術トラックである。正確には「トラック、カーゴ、8トン、4X4」トラックシリーズと呼ばれるこの車輌は、後にHEMTTに代替された。キャタピラー社の「ゴア」は、連結装置で接合される車輌であること、水陸両用車であること、非常に幅広で車輪にサスペンションを装備しないことなどから、トラックとしては特色あるものとなった。

## 概要
1950年代中盤、アメリカ陸軍では、極度のオフロードに耐え、また、特に搭載容量を相当に増強した新型の戦術トラックシリーズを模索していた。以下の軍事雑誌の記事によれば（May 2006 article）、アメリカ合衆国装甲部隊委員会が1956年・1957年戦術応用能力の調査と試験を開始している。内容は、商業ベースで利用可能、大型、装輪式、屈曲式の操向装置を持ち、縦走能力を持つ装備であった。
この結果、四輪駆動で全地形を走破でき、様々な車重を持つ車輌の開発契約がクラーク・エクイップメント社、ル・ターナー・ウェスティングハウス社、そして、キャタピラー・トラクター・カンパニーに与えられた。
クラーク社は、カミンズ6気筒ディーゼルエンジンで駆動するモデル75 ログ・スキッダーをベースとして5t試作車を提出した。キャタピラー社の提示は8t級であり、XM520（8t カーゴトラック）、XM553（10t レッカー回収車）、XM559（8t 2,500ガロン油送車）と呼ばれるものだった。ル・ターナー・ウェスティングハウス社は、15t級車輌で3種類の派生型を提案した。XM437 カーゴ、XM438 油送車、そして、XM554 レッカーである。
例外なくこれらの試作車輌は二つの部分から構成されていた。機関室と操縦区画は前方にあり、後方部分は主な輸送用区画として用いられている。そのため操向装置は、従来の前輪を旋回軸とする操向とは対照的に、前方のユニット全体と後方を連結装置で接続することで達成された。大型の車輪は、大きく低圧のタイヤを装着し、緩衝装置や操向装置を一切持たず、設計が極めて単純化されていた。不均一な地形でも地面に車輪を置き続けるという命題から、前方と後方のユニットは、ただ単純に垂直軸方向のみに旋回するのではなく、車輌の長軸方向にも旋回する特徴的な連結装置を持っていた。
キャタピラー社の設計は試験で良好に作動し、1960年にこの企業は、数百万ドルの予算で8両の8t カーゴトラックを開発する契約を与えられ、配備は1961年-1962年となった。また、同様に2両の10t レッカーおよび2両の2,500ガロン油送車が1962年に登場した。他には1963年に23両が発注され、1964年にドイツで実地試験された。1966年にはベトナムでも試験が行われた。結局、1971年になって初めてキャタピラー社は1,300両の生産契約を受けた。812両はM520 カーゴ、371両はM559 2,500ガロン油送車、117両はM553 レッカーである。1972年に量産が始まり、1976年6月までに終了した。車輌に自前のクレーンを付けた際には、この輸送車の派生型はM877と呼称された。

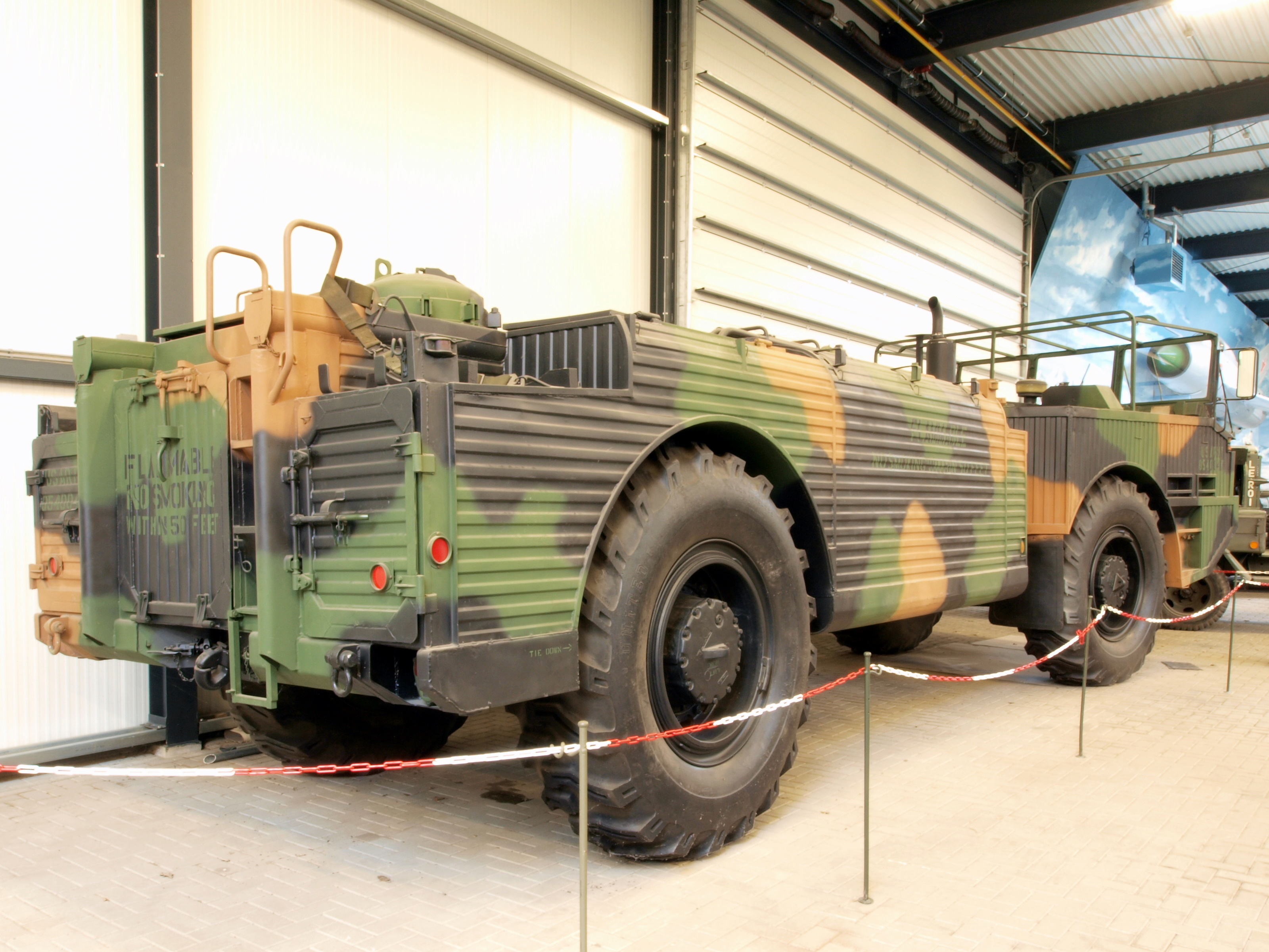
M559 2,200ガロン油送車型。水陸両用機能が与えられている

キャタピラー社は長軸方向に20度屈曲し、30度の側面傾斜に対応できる連結装置などの高度な縦走能力だけでなく、水中で推進力を生み出す車輪を使用して完全な水陸両用機能を付与していた。後方のカーゴベッドにつけられた後部開閉板とドロップサイドドアは速やかに荷物を降ろすことができ、また、ユニットの浮航能力を保つために水密化されていた。アメリカとベトナム戦争の関連では、他のトラックが行くことのできない場所でもゴアは行軍可能であるという評判を高めた。また、本車は、1966年に導入された量産以前の車輌であっても、部隊に好まれた再供給車輌の一種だった。1972年までに、初期ゴアの予備部品がアメリカ陸軍目録の公式な補給品でなくなっていても、これらの車輌は90%の稼働率を達成した。
しかし、本車は緩衝装置を欠くために固い地表で弾みすぎる傾向があり、大多数の操縦士は50km/hの最高速度で走ることを避けた。固い道路で跳ね上がりを最小限に抑える方法は、最高速度で左右へと穏やかに車体を揺することだった。排水ポンプは、退屈した操縦士による「最上の噴射器」として、路上を行く輸送隊列にしばしば非難された。彼らは車体に水を溜めこみ、操縦士が高圧ポンプを切り替え、通りすがりや対向車に水を浴びせる悪戯をすぐさま体得していた。ぐらつく操縦席もまた、危険な物で、エンジンを切って車輌に出入りすると操縦ハンドルに圧力が加えられ、エンジンがかかった瞬間、警告なしに車体前部が旋回した。また、本車の特大の寸法も一般的に取扱いが面倒であることがわかり、そこで、1980年代には、路上での良好な挙動と路外での十分な性能を併せ持ったオシュコシュHEMTT シリーズに代替されていった。ゴアの供給は余剰だったため、M151 MUTT ジープと同じ非武装化指示が実施された。車輌の残骸が売却される前に、操向と駆動系統の重要部品が破壊された。このため、私的な収集家や博物館にごく僅かな車輌のみが残存することとなった。